# バイオハザードシリーズの年表
バイオハザードシリーズの年表（バイオハザードシリーズのねんぴょう）では、カプコンのアクションゲーム『バイオハザードシリーズ』における架空の出来事を年表形式に掲載する。この世界の出来事は現実の時間軸に沿って展開する設定になっており、以下の年代表記は西暦である。

## 年表

### 1800年代
- トラヴィス商会（のちのトライセル）誕生[1]。

### 1900年代
- トラヴィス商会がアフリカで動植物採取を開始、製薬事業に着手する[2]。

1902年
- マルハワ学園創立される[3]。

### 1920年代
1921年
- ミランダの娘のエヴァがスペイン風邪で死亡する。

1923年
- オズウェル・E・スペンサー生まれる[注 1]。

1928年
- ジェームス・マーカス生まれる[注 2]。

### 1950年代
1951年
- 医学生であったオズウェル・E・スペンサーがルーマニアのトランシルヴァニア地方の雪山(バイオハザード ヴィレッジの舞台）で遭難していたところを、マザー・ミランダに救助される。ミランダの特異菌の研究内容や、「生物を感染によって変異させる」という発想に衝撃を受け、ミランダを師として生物学の研究に従事する。しかし、次第に自身とミランダの目的や考え方の違いに気づき、何も言わずにミランダの元を立ち去る。

1953年
- リサ・トレヴァー生まれる。

### 1960年代
- トラヴィス商会が名称を『トライセル』に改名[2]。
- オズウェル・E・スペンサー、エドワード・アシュフォード、ジェームス・マーカスらが始祖ウィルスの捜索を開始する。
- アレクサンダー・アシュフォードが『CODE:Veronica』計画を開始。
- 技術者マイケル・ウォーレン（後のラクーンシティ市長）がラクーンシティの電化を開始。

1960年
- アルバート・ウェスカー生まれる。
- バリー・バートン生まれる。

1962年
- ウィリアム・バーキン生まれる。
- ジョージ・トレヴァーがアークレイ山地の森に洋館の設計を依頼され、それを承諾する。

1966年
- 12月、スペンサー、エドワード、マーカスとその弟子ブランドン・ベイリーらがアフリカの古代遺跡の奥地にて、『太陽の階段』(始祖花)から、始祖ウィルスを発見する。マーカスと、ブランドンが「始祖花」をアメリカに持ち帰り、栽培に着手。

1967年
- 3月、マーカスとブランドンが「始祖花」の栽培に失敗。
- 11月、アークレイの森に洋館が完成、トレヴァー一家3人が招待される。そのうちリサ・トレヴァー、ジェシカ・トレヴァーが始祖ウィルスの実験台となる。遅れて到着したジョージ・トレヴァーが洋館内で迷走、数日後死亡する[4]。

1968年
- ラクーンシティに路面電車開通
- スペンサーが、エドワード、マーカスに始祖ウィルス研究を隠蔽するための製薬会社を興す事を提案、共同でアンブレラ製薬を設立。
- ダグ・ライト生まれる[3]。
- 7月、エドワードが始祖ウィルスの感染事故により、死亡する[2]。息子アレクサンダー・アシュフォードがエドワードの後を継ぐ。
- 8月、アンブレラがアフリカにて、先住民ンディパヤ族から「始祖花」の群生する遺跡の一部を奪取に成功。
- アフリカ研究所建設に着手。
- アークレイ山中にて、アンブレラ幹部養成所が設立。スペンサーの要請により、マーカスが初代所長に就任。

1969年
- 2月、アシュフォード家のアンブレラ製薬における地位が低下の一途を辿り、それを危惧したアレクサンダーが『CODE:Veronica』計画に全力をそそぐ。
- アレクサンダーがアンブレラ南極基地建設計画を始動。地下に『CODE:Veronica』計画のための研究所を秘密裏に設置。
- ラクーンシティ初の地下鉄として、カイトブロスレールウェイ（KBS）開通。
- 7月、アフリカ研究所が完成。ブランドンが所長に就任。
- 11月、南極基地完成。同時にアレクサンダーが秘密裏に建設した地下の研究施設も完成。

### 1970年代
1971年
- 「CODE:Veronica」計画が成功。アレクシア・アシュフォード、アルフレッド・アシュフォード誕生。

1973年
- クリス・レッドフィールド生まれる。

1974年
- エイダ・ウォン生まれる。

- ジル・バレンタイン生まれる[5]。

1977年
- レオン・S・ケネディ生まれる。
- アルバート・ウェスカー、ウィリアム・バーキンが幹部候補生として幹部養成所に配属。

1978年
- 1月、マーカスがヒルに始祖ウィルスの投与実験を開始する。その後ヒルの全長が、二倍まで肥大化。学習による知能の発達が見られる。その後、捕食時以外も集団で行動するようになり、攻撃性上昇(t-ウィルスの開発に成功)。t-ウィルスの開発成功の一報を弟子のブランドンに伝える。
- 7月31日、幹部養成所の閉鎖が決定、アルバート・ウェスカー、ウィリアム・バーキン両名が、アークレイ研究所の主任研究員として赴任。同時に「t-ウィルス」研究も同研究所に移行。
- マーカスは引き続き、養成所の施設を用いて「t-ウィルス」の研究を独自に続行。

1979年
- クリスの妹クレア・レッドフィールド生まれる。

### 1980年代
- アフリカ研究所が「始祖ウィルス」の培養に成功。以降、ウィルスの供給元はアフリカ研究所に限定、管理がなされる。
- アレクシアが「始祖ウィルス」から「t-Veronicaウィルス」の開発に成功。
- 1980年代後半、東欧イドニア共和国（東スラブ共和国とも）が民主化を果たす。

1980年
- レベッカ・チェンバース生まれる。
- グラシア・デレニカス（のちのマザーグラシア）生まれる[3]。

1981年
- 7月、アレクシア・アシュフォードが10歳で有名大学を主席で卒業。その後、アンブレラ南極研究所に主任研究員として配属される。
- ウィリアム・バーキンが南極研究所のアレクシアにライバル意識を抱く。
- スティーブ・バーンサイド生まれる。

1982年
- アレクシアが実験のため、父アレクサンダーに「t-Veronica」を投与。しかし、アレクサンダーが怪物化し、失敗に終わる。その後、アレクサンダーは地下牢に閉じ込められる。表向きは失踪と発表される。
- アルフレッドがアシュフォード家7代目当主に就任。

1983年
- 12月、アルバートが「t-ウィルス」の二次感染の可能性を調査。スペンサーの計画を疑問視し、同時に興味を抱き始める。
- 12月31日、アレクシア・アシュフォードがt-Veronicaを自らに投与し、15年間のコールドスリープにつく。公にはウィルスの感染事故により死亡したと発表される。

1984年
- アンブレラ日本法人、アンブレラ・ジャパン設立[6]。
- イーサン・ウィンターズ生まれる。

1986年
- ウィリアムの娘シェリー・バーキン生まれる。
- シェバ・アローマ生まれる。

1987年
- マイケル・ウォーレン、ラクーンシティの市長となる。
- アンブレラ日本研究所が建設[6]。

1988年
- アンブレラ幹部養成所所長、ジェームス・マーカスがスペンサーの命令により、アルバートとウィリアムに暗殺される。
- 7月1日、リサ・トレヴァーにネメシス・プロトタイプ投与。
- ウィリアム主導により、「t-ウィルス計画」=B.O.W.の究極形態「タイラント」を開発。これにより「t-ウィルス計画」は一応の完成を見る。
- ヨーロッパ第6研究所にて、「ネメシス計画」始動。
- リサ・トレヴァーに投与されたネメシス・プロトタイプが体内のウィルスの影響で消滅。ウィリアムがリサを調べた結果、複数回に渡って投与された始祖ウィルスの改良型ウィルスが更に変異した未知のウィルスによるものであると、突き止める。同時に『G-ウィルス』の原型となるウィルスを発見する。

1989年
- ラクーンシティの地下鉄KBS広報代表のK・ゴードンが、KBSの案内パンフレットを発行する。

### 1990年代
1991年
- バリー・バートンの娘・モイラが生まれる。
- ヨーロッパ第六研究所において、「ネメシス計画」発動。
- ウィリアムが「G-ウィルス計画」を立案、スペンサーはこれを承認。同計画始動。
- アルバートが情報部へと転属。
- アンブレラがラクーンシティの地下に巨大地下研究施設の建造を開始する。
- 2月、南米の麻薬王ハヴィエ・ヒダルゴがアンブレラから「t-ウィルス」を入手。風土病を患う妻、ヒルダに治療と称してt-ウィルスを投与。体内のウィルスが次第に暴走、ヒルダが怪物化する。周囲には死亡と伝える。
- 12月、ソ連崩壊。
- セルゲイ・ウラジミールがアンブレラに接触。「タイラント」の素体（t-ウィルス）に完全適合した彼は、自らのクローンをアンブレラに提供、この功績が認められ、アンブレラ幹部に就任。

1992年
- ラクーンシティにアンブレラから補助金が出資され、市庁舎の改修と総合病院の建設が行われる。
- アルバートの息子、ジェイク・ミューラー生まれる。
- リッキー・トザワ生まれる。

1993年
- アルフレッド・アシュフォードがイギリスの大学を卒業、その後南極基地の所長に就任する。
- ラクーン市警察署長ブライアン・アイアンズ署長がアンブレラと癒着。
- ウィリアムがラクーンシティ地下研究所に転属。ラクーン市警察署長と密約。
- 3月、アークレイ山地の病院にて、アラン・エルダート医師によるダグ・フロストへの未承認薬T－JCCC-203の投与実験が開始される。
- 5月、アラン・エルダート医師によるドロシー・レスターへの未承認薬T－JCCC-203の投与実験が開始される。
- 12月、ロックフォート島に、対B.O.W.対策部隊の軍事訓練所が完成。所長にはアルフレッド・アシュフォードが就任。

1994年
- H.C.F.所属の産業スパイエイダ・ウォンがアークレイ研究所の主任研究員ジョンに接触。恋人関係になり、それを利用して研究所に潜入。t-ウィルスのデータをH.C.F.に流す役割を担う。
- アークレイ研究所にウィリアムの後任の主任研究員としてジョンがシカゴ研究所から赴任。
- アルフレッド・アシュフォードがロックフォート島に私邸と刑務所を建設する。
- アフリカにあるとある町の工場にあったアンブレラ第57プラントにて、生物兵器の実験が行われた影響でシェバの両親を含む多数の犠牲者が出る。その後、アンブレラによって町は破壊され、消滅。
- シェバが叔父夫婦に引き取られるも、とある夜に脱け出す。後に反政府ゲリラに拾われ、ゲリラに身を置く。

1995年
- 7月31日、リサ・トレヴァー、記録上廃棄処分となる。

1996年
- ラクーン市警管轄の特殊作戦部隊『S.T.A.R.S.』設立される。隊長には、アルバートが就任。
- ハンクがロックフォート島の訓練所にて軍事訓練を受ける。
- 4月、アンブレラ廃棄物処理施設の地下水路にて、トーピドー・キッドが確認される。捕獲に失敗する。
- 5月、アンブレラ廃棄物処理施設の地下水路にて、グリマーが確認される。その後捕獲。

1997年
- 6月16日、アンブレラ廃棄物処理施設が事故の影響で汚染される。

#### 1998年

##### 5月
- アンブレラ専用の産業廃棄物処理場に、処理許容量を大幅に上回る廃棄物が蓄積。未処理の汚染物質が流出する。
- アークレイ研究所に置いて大規模なt-ウィルス漏洩事故発生。研究所は壊滅に追い込まれる。同時にt-ウィルスデータ入手を目論んでいたエイダの任務は頓挫する。
- アンブレラ幹部養成所にて、マーカスの擬態が出現。
- ケルベロスによる最初の犠牲者、女性の変死体が発見される。
- 5月11日、ラクーン市郊外の洋館でバイオハザード発生。所員に感染防止の指示が出る。

##### 6月
- 6月16日、アークレイ山地で犬型のモンスターの目撃が相次ぐ。

##### 7月
- アメリカ中西部に位置するラクーンシティ郊外のアークレイ山地で、人が食い殺されるという猟奇殺人事件が頻発する（通称アークレイ山地猟奇事件）[7]。
- 7月3日、元海兵隊少尉、ビリー・コーエンが軍法会議にて冤罪によって死刑判決が下される。
- 7月9日、アークレイ山地で遭難が多発。S.T.A.R.S.による調査が開始される。
- 7月23日[8]、アンブレラが幹部養成所跡地の再利用を目的とした事前調査のため、現地へ調査隊を派遣。
- アンブレラの調査隊第一班が施設内のB.O.W.によって壊滅。
- アンブレラの調査隊第二班を乗せた、アンブレラ所有の黄道特急が巨大なヒルの集団の襲撃に遇い、ヒルを媒介にt-ウィルスが電車内に蔓延、バイオハザードが発生する[9]。
- アークレイ山地にて起こった猟奇殺人事件を受けてラクーン市警がS.T.A.R.S.の介入を決定、ブラヴォーチームが現場へ出動。しかし、謎のトラブルにより、彼らの乗るヘリコプターが不時着。幸い無傷で脱出、山中を調査開始。
- ブラヴォーチームの一人、レベッカ・チェンバースが偶然にビリーと遭遇する。レベッカとビリーが共にゾンビとB.O.W.を退けつつ、黄道特急及び、幹部養成所跡地を調査。
- S.T.A.R.S.のブラボーチームメンバー、エドワード・デューイおよび、ヘリパイロットのケビン・ドゥーリーがB.O.W.に襲われ死亡
- マーカスの擬態の正体が女王ヒルと判明、レベッカとビリーは共闘でこれを撃破。
- 養成所が爆破され、消滅。レベッカは書面上ではビリーを死亡した事にし、逃がす。その後、アークレイ洋館及び、研究所へと向かう。

※『biohazard 0』
- 7月24日、猟奇殺人事件の調査に向かってそのまま行方が分からなくなったブラヴォーチームの捜索のため、S.T.A.R.S.のもう一つのチーム、アルファチームが同じくアークレイ山地に出動[9][8]。
- アルバート・ウェスカーの誘導により、洋館内を捜索開始。
- クリス・レッドフィールド、ジル・バレンタイン、レベッカ・チェンバース、バリー・バートン、ブラッド・ヴィッカーズ、アルバート・ウェスカーが洋館を調査。
- アルバートの計画がブラヴォーチーム隊長のエンリコ・マリーニにばれ、アルバートに殺害される。
- この洋館事件をきっかけにリチャード・エイケンとエンリコ・マリーニら多数のS.T.A.R.S.メンバーが死亡。
- ここで行われていた研究や、アンブレラの悪行が次々と発覚。更にS.T.A.R.S.隊長であるアルバートがアンブレラ側の人間で、洋館内のB.O.W.を戦わせて戦闘データを取っていた事を知らされる。
- アルバート、自らにウィルスを投与。
- アルバート、タイラントを解き放ち、自らを襲わせて仮死状態になる。
- 7月25日、解放されたタイラントをクリス達の活躍により撃破。その後、S.T.A.R.Sアルファチーム4名（クリス、ジル、バリー、ブラッド）、ブラヴォーチーム1名（レベッカ）が生還。
- アルバート、爆破直前のアークレイ研究所から脱出。
- ウィルスに侵食された洋館(アークレイ研究所)が爆発により消滅。

※『BIOHAZARD』及び、『biohazard』
- スペンサーに手渡されていた試作段階の始祖の改良型ウィルスを投与していた事によりアルバートが蘇生、リサ・トレヴァーや、セルゲイの放ったタイラントの一種、『イワン』を退けつつ、洋館から脱出。
- 洋館が爆破され、アークレイ研究所及び洋館が消滅。
- 8月、クリスが反アンブレラを掲げて調査に乗り出す。その後、ヨーロッパにて、G-ウィルスの情報を掴み、ヨーロッパへ渡航。

##### 8月
- 8月4日、クリスが洋館の事件の報告をするが、署長はクリスの報告を無視する。
- 8月8日、クリスが洋館の事件の詳細を再び報告するが、署長は相手にせず。
- 8月中旬、街のあちこちで、化け物を見たとの証言が相次ぐ。クリスが連邦警察局に調査を依頼。
- 8月24日、クリス、ジル、バリーの3人が詳しい情報を得るためヨーロッパに旅立つ。[10]

##### 9月
- ウィリアムが『G-ウィルス』を完成させる。
- アンブレラと『G-ウィルス』をめぐる所有権についてそりが合わなくなり、アメリカ政府との接触を図る。造反を危惧したアンブレラが特殊部隊を地下研究所に送る事を決定。
- 9月中旬、アンブレラ幹部が送り込んだ特殊部隊の攻撃により、ウィリアムが深手を負う。
- ウィリアムが自らにG-ウィルスを投与、怪物化しハンクとウルフパックを除く特殊部隊の隊員全員を抹殺する(以後、G-バーキンと呼称)。
- アンブレラ研究員の一人であったフレデリック・ダウニングが秘密裏にt-ウィルスとG-ウィルスを盗み出し、ラクーンシティから離れる。
- 9月23日、上記のウィリアムの影響でt-ウィルスのサンプルが破壊され、そこからネズミを媒介にt-ウィルスが拡散し、ラクーンシティ全域で大規模なバイオハザード発生[11]。 市街地では「人食い病」が多発。事件が報道される。
- マイケル・ウォーレン市長は娘のキャサリンを置いてラクーン市を脱出。
- 9月26日、ゾンビ集団がラクーン市警察署(R.P.D)内へ侵入し、警察署壊滅。
- 署長のブライアン・アイアンズが狂乱。市長の娘キャサリンを拉致し、剥製にしたいという猟奇的な願望を叶えるため警察署の一室で殺害する。
- 9月29日、レオンとクレアがそれぞれ別々でラクーンシティに到着、バイオハザードに巻き込まれる。
- アンブレラがG-ウィルスサンプルを回収するため、タイラントT-103型を投下。
- レオンがエイダと出逢う。生き残るため共同戦線を張る
- レオンとクレアはそれぞれタイラントと対峙するも何れも退ける。同じくレオンとクレアが異常進化を繰り返しながら襲い来るG-バーキンと対峙、何れも撃破する。
- エイダがタイラントの攻撃で重傷を負い、気絶(後に意識を取り戻す)。
- レオンがタイラントを溶鉱炉に沈めるが、その影響でスーパータイラント化し、対峙するも退ける事に成功。
- 9月30日、レオンとクレアが最終形態に進化したG-バーキンと対峙、撃破し、救出したシェリーを連れてラクーンシティ地下研究所から脱出。エイダは行方不明[12]。

※『BIOHAZARD 2』 『BIOHAZARD RE:2』
- 満身創痍ながらもエイダが意識を取り戻す。アルバートの助けを借り、ラクーンシティからG-ウィルスサンプルを回収して脱出。
- アンブレラ特殊部隊ハンクがG-ウィルスサンプルを回収、脱出。
- アメリカ軍が介入し、市に戒厳令を出す。
- 証拠隠滅のため、ラクーンシティ総合病院が監視員によって爆破される。
- ラクーンシティ地下研究所が消滅。
- レオンとシェリーが合衆国政府に保護される。シェリーは体内に宿したG-ウィルス抗体の研究と保護のため、事実上の軟禁状態となる。その後レオンは政府高官のアダム・ベンフォードに引き入れられて、合衆国エージェントの道を歩む事となる。

##### 9月 - 10月
- カルロス・オリヴェイラの所属するU.B.C.S. (Umbrella Biohazard Countermeasure Service) がラクーンシティへ降下し、民間人救出作戦を開始する。
- 9月28日、ラクーンシティで独自に調査を行っていたジルが街から脱出するため、行動を開始する[9][8]。
- ケビン、シンディ、デビット、マーク、ジョージ、アリッサ、ジム、ヨーコがバイオハザードに巻き込まれる。
- 9月30日、クレア、レオン、シェリーの3人が街からの脱出に成功する。
- アンブレラによって投下された新型B.O.W.ネメシス-T-型が、ジルをはじめ元S.T.A.R.S.隊員たちの追跡を開始する。
- アンブレラが、量産型タイラントを市内に投入する。
- U.B.C.S.の生存者がアンブレラの「監視員」であるニコライ・ジノビエフに利用され、次々と死亡する。
- ジルがネメシスによってt-ウィルスに感染するもカルロスが病院内で見つけたt-ワクチンを投与し、ゾンビ化を免れる。
- 元S.T.A.R.S.隊員のブラッド・ヴィッカーズがネメシスに殺害され、ゾンビ化する。
- カルロスとジルがたびたびネメシスと対峙するが、いずれも撃退する。
- ジルが『パラケルススの魔剣』と呼ばれるレールガンを使い、ネメシスを完全撃破する。
- ケビン、シンディ、デビット、マーク、ジョージ、アリッサ、ジム、ヨーコがラクーン大学にてt-ウィルスワクチン「デイライト」の精製に成功。これによってt-ウィルスへの対抗策が確立する。
- 10月1日、カルロスとジルがバリー・バートンの助けを受けてラクーンシティから脱出する。
- ケビン、シンディ、デビット、マーク、ジョージ、アリッサ、ジム、ヨーコが街からの脱出に成功する。
- B.O.W.によるバイオテロを危惧した政府高官で後の大統領補佐官のディレック・C・シモンズが証拠隠滅のため、大統領や上院議員らに「滅菌作戦」を議決するよう、働きかける。それに従い、ロン・デイビスら上院議員が「滅菌作戦」を議決する。このことがきっかけでエイダがシモンズを危険視し、彼との一切の関係を断ち切って離れる。
- 10月2日、大統領の命令によりラクーンシティにミサイルが投下され、消滅する。

※ 『BIOHAZARD 3 LAST ESCAPE』 『BIOHAZARD RE:3』 『BIOHAZARD OUTBREAK』

##### 11月
- 11月16日、スペンサーがアンブレラ・アフリカ研究所の閉鎖を決定。[13]
- 合衆国政府がアンブレラに対し、業務停止命令を下す。これを不服としたアンブレラが合衆国を相手取って裁判を起こす。
- 11月22日、シーナ島で研究施設司令官のビンセントが上層部に問題を告発しようとした部下たちを口封じするため、事故に偽装して街中にt-ウィルスをばら撒き、翌日には島中がパニック状態になる。

※ 『バイオハザード ガンサバイバー』

##### 12月
- クレアがクリスを追い、ヨーロッパに渡航。アンブレラのパリ研究所に忍び込んだところで捕まってしまい、絶海の孤島「ロック・フォート島」に監禁される[9][8]。
- アルバート率いる謎の特殊部隊が島を襲撃、意図的にt-ウィルスをばら蒔き、島全体がバイオハザードに見舞われる。
- クレアが看守のロドリゴの計らいで脱出、スティーブ・バーンサイドと出会う。島からの脱出を開始する。
- クレアが電子メールでレオンに救助要請。居場所がレオンを通じてクリスに伝わる。
- ラクーンシティを脱出したジルがクリスのアジトに到着するが、クリスは既にロック・フォート島に出発していたため再会出来ず。その後クリスが島に到着、アルバートと運命的な再会を果たす。
- アルフレッドが島から脱出。南極基地にてクレアとスティーブが怪物『ノスフェラトゥ』と対峙、撃破。
- 同基地にて、アレクシアがコールドスリープから目覚める。スティーブを捕らえt-Veronicaを投与。
- アルフレッドが死亡。
- クレアが南極基地でクリスと再会。
- クリスとクレアが怪物化したスティーブと対峙、アレクシアの命令に背いたスティーブを殺害。
- クリスとアレクシアが再び対峙、リニア・ランチャーを利用してアレクシアが撃破される。アシュフォード家が滅亡。
- アルバートがスティーブの遺体を回収、t-Veronicaの入手に成功。
- クリスがアルバートと戦闘を繰り広げるも引き分けとなる。
- クリスとクレアが戦闘機で南極基地から脱出。同基地消滅。

※ 『BIOHAZARD CODE:Veronica』

### 2000年代
2000年
- 新種の真菌(特異菌)を発見。

- 謎の組織通称『コネクション』はH.C.F.の技術協力のもと、「敵集団を戦闘によらず制圧する生物兵器」の開発を目的として特異菌を使用した新型のB.O.W.の開発をスタート。
- 内戦中のペナムスタンで軍事介入していた米軍「特殊部隊」のヘリが墜落した。同作戦地域にいた米軍の特殊部隊「マッドドッグス」は、司令室の待機命令に背く形で生存者の救助の向かうが、既に「特殊部隊」は壊滅。隊長ジェイソンが率いる「マッドドッグス」も命からがら脱出することになる。
- ペナムスタンの内戦に送り込まれた兵士・ジュンシーは、製薬会社と結託したウィルソンにT-ウィルスを打たれる。
- ジェイソンが、ジュンシーを救出。ジェイソンは現地でゾンビに噛まれたが“抑制剤”をジェイソンに与える。しかし代わりにジュンシーがゾンビ化。

2001年
- ハヴィエにアルバートが接触。ハヴィエがアルバートから「t-Veronica」を入手、同時にB.O.W.も購入する。
- ハヴィエが妻に続いて風土病に侵された娘、マヌエラに治療として「t-Veronica」を投与。
- アンブレラの生物兵器の顧客であった事実が公になる事を避けるため、アメリカ合衆国政府がアメリカ初のバイオテロ対策組織『FBC』(Federal Bioterrorism Commission)を設立。初代長官にはモルガン・ランズディールが就任。
- アメリカから来た二人の男がシェバに接触。シェバの所属する反政府ゲリラのバイオテロの阻止を依頼する。
- シェバの助けもあり、作戦は成功、B.O.W.の取引相手の男を逮捕する事に成功。その後、シェバとゲリラ仲間と逮捕されるも仲間と共に2日後に解放される。
- カーラ・ラダメスが新型ウィルス『C-ウィルス』の開発を開始。

2002年
- リッキーの母が死亡。叔父のダグに引き取られる。
- 南米にて少女失踪事件が多発。アメリカ合衆国大統領の特命により、政府エージェントのレオンとアメリカ特殊作戦軍所属のジャック・クラウザーが南米に派遣され、協力してハヴィエ確保に当たる[8]。
- ハヴィエの自らの治療法にショックを受けたマヌエラがハヴィエの居城から脱走。
- マヌエラ捜索のため、かつての妻だった怪物化したヒルダをミックスコアトル村に放つ。その影響で村にt-ウィルスが蔓延、バイオハザードに見舞われる。
- レオンとクラウザーが村に到着。村の教会にて、ヒルダと対峙、撃破。その後、マヌエラと出会い、ハヴィエの居城へ向かう。
- 居城の奥に進み、ハヴィエと遭遇。直後、ハヴィエが仕掛けた罠にはまり、二人は洪水によって流されてしまう。マヌエラもそこに飛び込み離れ離れになるも、再び奥を目指す過程で再会。マヌエラはレオン達にt-Veronicaを投与された事を告げる。
- 居城にて、失踪した少女達を発見。ハヴィエの口から、マヌエラの治療法が語られる。
- ヒルダと2度目の対峙、完全撃破するも、ヒルダの攻撃によりクラウザーが左腕を負傷してしまう。
- ハヴィエがVeronica植物と融合し、巨大な怪物「V-コンプレックス」と化す。レオンとクラウザーはこれと対峙、交戦をする。
- マヌエラがウィルスを覚醒させ、レオン達に加勢する。マヌエラの援護を受けたレオン達は、V-コンプレックスを撃破する事に成功。
- マヌエラと共にヘリに乗り込み、ハヴィエの居城から脱出。その後、マヌエラは合衆国政府に保護され、観察下に置かれる。

クラウザーはこの任務終了後、米軍を除隊し、失踪。その後、アルバートと接触、彼の属する組織・H.C.F.に加わる。表向きは事故により、死亡とした。
※『BIOHAZARD THE DARKSIDE CHRONICLES』
- 9月、アンブレラ開発研究所パリ支部の試薬倉庫からT-ウィルスが盗まれる事件が発生する。
- 数日後、今度は太平洋上で各国のVIPが集まったアンブレラが所有する豪華客船「スペンサーレイン号」がシージャックされる。
- 対アンブレラ追撃調査チーム工作員ブルース・マッギャヴァンは両事件がアンブレラ元社員モーフィアスの犯行と知り、豪華客船に単独乗り込む。
- ブルースは客船内で出会った中国安全部所属工作員の鳳鈴と協力関係を築き、行動を共にする。
- 鳳鈴の投げた手榴弾で致命傷を負ったモーフィアスは自らにt+Gウイルスを投与してB.O.W.化し、ブルースたちの行く手を阻む。
- ブルースと鳳鈴は過去にアンブレラが廃棄し、現在はモーフィアスが私物化した海底研究所「バイオスフィア」に乗りこむ。
- ブルースはモーフィアスを打倒し、バイオスフィアは自爆によって消滅した。ブルースと鳳鈴は脱出ポッドで生還する。

※『ガンサバイバー4 バイオハザード HEROES NEVER DIE』
2003年
- 2月、アルバートが流した新型B.O.W.開発の情報を受け、ロシア政府がアンブレラ支部コーカサス研究所襲撃作戦(後に、「T-A.L.O.S.阻止作戦」と命名された)を実行。
- 民間で、組織された私設対バイオハザード部隊の作戦にクリスとジルが参加し、研究所の奥に進んでいく。
- 研究所の深奥部でアンブレラ最後の希望の新型B.O.W.「T-A.L.O.S.」と対峙、撃破に成功。
- 「U.M.F.-013」の所在を知り、ロシア支部に乗り込んだアルバートにより、怪物化したアンブレラ幹部セルゲイ・ウラジミールが倒される。その後「U.M.F.-013」に残されたアンブレラの研究データを全て入手。
- 「RED QUEEN」の初期化を行い、「RED QUEEN」が事実上の消滅。

※『BIOHAZARD The Umbrella Chronicles』
- アルバートによってアンブレラデータが裁判に提出、これによりアンブレラが裁判での全面敗訴が決定。アンブレラ崩壊。
- シェバがアメリカの大学に進学。

2003年～2004年
- アルバートが巨大製薬企業『トライセル』の幹部、エクセラ・ギオネに接触。アルバートが提供したアンブレラ研究データによって、トライセル内でのB.O.W.開発が進み、社内でのエクセラの地位が向上する。
- アンブレラ崩壊を機に世界に広まりだしたバイオテロを受け、世間からの非難を回避するため、トライセルが理事を務める製薬企業連盟が出資をし、「T-A.L.O.S.阻止作戦」で活躍した私設対バイオハザード部隊のメンバーを再編し、対バイオテロ部隊『BSAA』(Bioterrorism Security Assessment Alliance)がイギリスに設立。オリジナルメンバーとして、クリスとジルを始めとした11名の精鋭が参加、加入[注 3]。
- シェバがBSAAに入隊する。

#### 2004年
- 3月14日、アンブレラ・ジャパンが解散を発表[6]。
- FBC長官のモルガンが豪華客船クイーン・ゼノビア、セミラミス、ディードの三つの客船に、秘密裏に研究施設を建造する。
- モルガン主導の元、新型ウィルス開発に着手。t-ウィルスから、とある深海魚から発見された魚類病原ウィルス「The Abyss」を融合させ、『t-Abyss』が開発される。
- モルガンがFBCの地位向上のため、海上都市『テラグリジア』に反発していたテロリストグループヴェルトロにt-Abyssを渡してテラグリジアにバイオハザードを引き起こさせる[14]。
- オブライエンの反対を押し切り、滅菌作戦と称してテラグリジアを丸ごと太陽光集積システム『レギア・ソリス』を使って焼き払う（後にテラグリジア・パニックと名付けられた）。
- モルガンが口封じとワクチン開発を早めるため、ヴェルトロのリーダー、ジャック・ノーマンをはじめとするテロリストの構成員や、t-Abyss研究に関わった研究員らをそれぞれゼノビア、セミラミス、ディードに閉じ込め、t-Abyssをばら蒔く。これにより、多数のt-Abyssの被験者を確保、ワクチン開発が飛躍的に進み、完成。t-Abyssが確固たる生物兵器として完成。
- クイーン・ディードがテラグリジア跡の近海に沈没。
- ロス・イルミナドス教団の研究員ルイス・セラが友人宛に送信した助けを求めるメールをエイダ・ウォンが傍受、プラーガの情報を得る。
- ルイス・セラが支配種プラーガのサンプル「アンバー」を持って教団から逃亡するも捕えられ、古城に幽閉される。
- アルバートが支配種プラーガ奪取のため、クラウザーをロス・イルミナドス教団に送り込む。
- クラウザーがロス・イルミナドス教団からの信頼を得るため、アメリカ合衆国大統領令嬢、アシュリー・グラハムを誘拐する。
- クラウザー経由で教団内での支配種プラーガ奪取が困難と判断されたため、アルバートは別途エイダを新たな要因として送り込む。
- エイダが古城に幽閉されていたルイスと接触。支配種プラーガ引き渡しを条件に、身の安全の保障を交渉材料として持ち掛けるも敵の襲撃によりルイスと別行動となる。
- 2004年秋、レオンが大統領の娘アシュリー・グラハム救出のためヨーロッパのとある村へ行く[1][9][8]。
- レオンが捜査先の村で、エイダと別行動中に捕らわれていたルイスと偶然接触するも、教団の教祖オズムンド・サドラーに見つかりプラーガの卵を植え付けられ、ルイスとともに幽閉される。その後、レオンは幽閉先を脱出し同じくプラーガの卵を植え付けられたアシュリーを教会にて保護。
- レオンとアシュリー、古城に一時避難するもロス・イルミナドス教団の信者であるサラザール家8代目当主ラモン・サラザールの手によってアシュリーが再び捕らわれ、レオンは古城の奈落へと落とされる。レオンはルイスと共同で奈落からの脱出を試みる。
- 奈落からの脱出直前にルイスがクラウザーの不意打ちにより命を落とす。レオンは「オペレーション・ハヴィエ」以来のクラウザーとの再会を果たす。
- 捕らわれたアシュリーがクラウザーにより孤島へと連れ去られる。レオンは古城にて支配種プラーガの力を解放したラモンと対峙し、これを撃破。
- レオンが孤島へと向かい再度アシュリーを保護。また孤島にあった医療設備でレオンとアシュリーの体内の寄生体を除去。その後、クラウザーおよびサドラーと対峙し、支配種プラーガの力を解放したそれぞれの相手を撃破。
- エイダがレオンから支配種プラーガのサンプルを奪い、孤島に仕掛けられた爆弾のスイッチを起動させ、脱出。同時にレオンとアシュリー、エイダの用意したジェットスキーで孤島から、脱出。
- 孤島の施設が爆破、消滅。ロス・イルミナドス教団が事実上の壊滅。
- エイダがアルバートに背き、回収した支配種プラーガの引き渡しをせず。
- アルバートが孤島からクラウザーの遺体を回収。クラウザーの体内に寄生していたプラーガの入手に成功する。

※『biohazard 4』
2004年～2005年
- パーカーとジェシカが、FBCから、BSAAに移籍する。

#### 2005年
- モルガンの悪事を知ったオブライエンとレイモンドが、彼の悪事とBSAAの内通者を炙り出すため、『クイーン・ゼノビア』と、『クイーン・セミラミス』にBSAAメンバーを誘導させる。
- 地中海の近くの浜辺に謎の肉塊が多数漂着、ジルとパーカーがオブライエンと共に、これを調査。調査が終わった所でクリスとジェシカの失踪の報せが入る。
- クリスとジェシカが、ヴェルトロのアジトがある北欧の雪山に派遣される。
- B.O.W.を積んだ飛行機が墜落する。クリスとジェシカが、墜落機を調査、アジトの位置を確認。ヴァルコイネン・モッキ空港に向かう。
- クリスが、ジルとパーカーが失踪したとの報告を受ける。クリス達は二人の捜索のため、地中海へ向かう。
- 同時刻、クリスとジェシカの失踪の報せを聞いたジルとパーカーが、二人の捜索のため、豪華客船『クイーン・ゼノビア』に派遣される。
- クイーン・ゼノビア事件発生[15][8]
- ジルとパーカーが怪物、ウーズと初遭遇。
- ジルとパーカーが、謎のガスマスクの人物の罠に掛かり、別々の部屋に閉じ込められる。後に、脱出し、互いに無事合流。
- ジル達の乗っていたタグボートが何者かに爆破され、沈められる。
- ジル達がレイモンドと遭遇。
- FBC（モルガン）の内通者であったジェシカが、爆破システムを起動、脱出。
- クリスとジル、ゼノビアからの脱出を開始。途中、パーカーと遭遇、共に脱出を図るも、パーカーが船底に転落。ゼノビアの船首に出現したB.O.W.マラコーダと対峙、撃破。そしてレイモンドに救出され、脱出。
- クリスとジルがクイーン・ゼノビアから脱出、直後ゼノビアが沈没（同時にセミラミスも沈没）。
- クリスとジルがオブライエンからテラグリジア・パニックの真相と、今回の事件の真相を聞く。
- モルガンがBSAA本部を制圧しに現れる。オブライエンとBSAAの職員らがFBCに拘束される。
- クリスとジルが第3の豪華客船『クイーン・ディード』に潜入、調査。クリスとジルがヴェルトロの首領ノーマンを発見、モルガンの犯行の証拠が記録されている端末を回収に成功するが、直後ノーマンがクリーチャー化、対峙するが、撃破。
- ノーマンが持っていたPDAから、モルガンの犯行の全てが明るみに出て、モルガンが逮捕と同時にFBC長官を解任され、FBCが事実上の解体。FBCの職員と機能の大半がBSAAに吸収される。
- 今回の事件の責任を受け、オブライエンが代表辞任、以後はBSAAの御意見番の役回りとなる。
- レイモンドが、FBCとは別の組織に属していたジェシカにt-Abyssのアンプルを手渡す。

※ 『BIOHAZARD REVELATIONS』
- 8月、巨大製薬企業ウィルファーマが行ったインドでの臨床実験について、NGO団体、テラセイブが試験結果の公表を求める。

##### 11月
- ハーバードヴィル空港にウィルファーマの研究所を誘致したロン・デイビス上院議員に対する抗議のデモが起こる。
- テラセイブに所属するクレアがハーバードヴィルに到着。
- ウィルファーマの主席研究員フレデリック・ダウニングの計画により、元テラセイブの職員カーティス・ミラーが空港にて、t-ウィルスをばら蒔き、バイオテロを引き起こす。
- ホワイトハウスより派遣されたレオンが空港に到着。地元警察の特殊部隊SRTのアンジェラ・ミラーとグレッグ・グレンと共に生存者の救済にあたる。
- 空港内にて、レオンとクレアが再会。
- グレッグがウィルスに感染死亡（ゾンビ化）。
- 空港内から生存者を連れ、脱出に成功。
- アメリカ陸軍伝染病医学研究所「ユーサムリッド」がテロに使用されたウィルスが「t」であると特定。
- FBIがグランデ将軍の連絡員の男を逮捕する。
- 政府がウィルファーマの「t-ワクチン」を手配するが、テロにより、ワクチンを積んだトラックが爆破される。
- レオンとアンジェラが実兄カーティスの自宅に向かう。カーティスが自らの自宅に火を放ち、全焼する。
- クレアがウィルファーマの施設工「エアドーム」にG-ウィルスが保管されている事を知り、レオンに知らせる。
- カーティスがエアドームに侵入し、G-ウィルスを奪取。フレデリックがエアドームを爆破、システムによって、滅菌処理、研究施設も破棄される。負傷したカーティスが自らにG-ウィルスを投与、G-生物化する。
- レオンとアンジェラ、クレアがそれぞれ協力してG-カーティスを退け、エアドームから脱出。
- 全ての事件がG-ウィルスをテロ支援国家の代表グランデ将軍に売り渡すためのフレデリックの計画だと判明する。その後G-ウィルスの取り引き現場でフレデリックを逮捕する。
- 今回の事件を受け、ウィルファーマの株価が急落、トライセルによってウィルファーマが買収され、消滅。
- デイビス上院議員が謎の死を遂げる。
- トライセルの調査部隊がエアドームを調査、カーティスの遺体[注 4]を回収。

※『biohazard DEGENERATION』
2005年～2006年
- クイーン・ゼノビア事件を受け、BSAAがNGO団体から国連直轄の機関として再編成される。

- 2006年

- 8月、クリスとジルがオズウェル・E・スペンサーの逮捕のため、スペンサー邸に突入。
- スペンサー邸にて、スペンサーがアルバートによって殺害される。
- アルバートがクリスとジルと対峙、交戦するが終始クリス達を圧倒。
- 激戦の末、アルバートに殺されそうになっていたクリスを庇い、ジルがアルバートと崖下に転落。
- アルバートが崖下への転落から生還、ジルを捕らえ、『ウロボロス・ウィルス』の実験台にするため、冷凍睡眠状態にさせる。
- 11月、BSAAは後日、スペンサー邸を捜索するも、ジルの遺体は見つからず。
- 11月23日、ジルが書面上、殉職扱いとなる。

※ 『BIOHAZARD 5  Alternative Edition -LOST IN NIGHTMARES-』
- ホワイトハウスの極秘ファイルへの不正アクセス事件が発生[8]。
- その捜査の為、召集されたレオン・S・ケネディとベナムスタンの英雄ジェイソン、シェンメイ、パトリックの4名のエージェントは、突如停電したホワイトハウス内の正体不明のゾンビ達と遭遇。SWATと共にそれらを制圧する。

- テラセイブの職員であるクレア・レッドフィールドは、難民支援の為ベナムスタンに在留中、失語症の少年が描いた奇妙な絵に出会う。ウイルス感染者を描いたと思われるその絵をきっかけに、独自の調査を進めていくクレアはホワイトハウスに赴きレオンと接触する。

- 極秘ファイルは上海の生物科学研究所に関するものだと分かり、手掛かりを求め、レオン、ジェイソン、シェンメイが捜査に向かうことに。
- 最新鋭の潜水艦で上海へ向かう途中、突如現れたネズミ型B.O.W.の集団による襲撃を受け、潜水艦派遣部隊は壊滅。
- 潜水艦から脱出したレオンは上海近郊にあるシェンメイの祖父・ユーエンの屋敷に侵入。シェンメイたちは、朽ち果てたゾンビ(生物兵器)になっている弟のジュンシーをレオンに見せる。

- レオンは6年前のベナムスタンの真実を聞くこととなる。

- マッドドッグス部隊の隊員の生還者はゾンビに噛まれていたため、帰国後も"抑制剤"漬けの生活になり、多数が自殺をした。

- ジェイソンの目的は、ジュンシーの体に埋め込まれていたデータチップを手に入れ、ウィルソン長官の悪事を暴露することであった。
- 屋敷はジェイソンに爆撃され、レオンはシェンメイを助けて脱出。ユーエンはジュンシーをかばいともに屋敷に残り死亡。

- クレアは、2000年のジェイソンたちの部隊・マッドドックスのメンバーが彼以外自殺していることを突き止め、ウィルソンを追求。しかしウィルソンの部下に捕まり、B.O.W.を生み出す地下研究施設に連行される。そこはB.O.W.の生産施設として無数のB.O.W.が眠っていた。

- ウィルソンは製薬会社・トライセルと結託しており、ホワイトハウスを襲ったゾンビも彼の仕業であった。

- ジェイソンが現れ、ジェイソンは抑制剤を打たず体が変異し、ウィルソンを噛みちぎる。研究施設のシステムはB.O.W.の出現を検知し、溶解液にて施設を破棄する。

- そこへレオンとシェンメイが潜入。シェンメイはジェイソンの暴走を止めようとするが、ジェイソンに首の骨を折られて死亡。

- ジェイソンは世間に自分の姿を見せて、ウィルソンの悪事を訴えるため、大統領演説が行われている地上へと向かう。

- レオンはクレアを助け、ジェイソンと対峙する。激闘の末、クレアの協力のもとジェイソンを溶解液に落下させる。

- ドロドロに溶けて胴体と顔だけになったジェイソンは「今度はお前が恐怖を拡散するのだ」と言い残して死亡。

- 後日、レオンはクレアからジュンシーのチップを公表するように言われるが断る。

※　『BIOHAZARD: Infinite Darkness』
2007年～2008年
- アルバートの実子、ジェイク・ミューラーが東欧イドニア共和国に存在する傭兵部隊に所属する。

#### 2009年
- ウロボロス計画始動にあたり、ウロボロス・ウィルスの開発に関わっていたトライセル研究員及び、資料が全て処分される。
- トライセル資源開発部門所属のリカルド・アーヴィングがキジュジュ自治区にて、『プラーガ・タイプ2』を投入、住民をマジニ化させる。
- 3月、BSAA西部アフリカ支部が、「ウロボロス計画」を探るため、アーヴィング逮捕に乗り出す。キジュジュ自治区にダン・デチャント率いるアルファチームが先行出動[9][8]。
- ジルの生存情報を入手したクリスがオリジナル・イレブンの特権を行使して、BSAA西部アフリカ支部の作戦にバックアップとして強引に加わる。
- キジュジュ自治区に到着したクリスが現地のBSAAエージェント、シェバ・アローマと合流、先に潜伏していたレイナード・フィッシャーの元へ向かい、武器や装備を受け取り、活動開始。
- キジュジュ自治区事件発生[16]。
- レイナードがマジニ達に見つかり捕らえられ、処刑マジニによって処刑される。直後にクリスとシェバがマジニの集団に襲撃されるも、カーク・マシソンら、他の隊員達と共に共闘、退ける。
- デチャント率いるアルファチームが「ウロボロス・ウィルス」を投与された被験者に襲撃され、全滅。後から来たクリス達に情報を渡したデチャントが、死亡する。
- ジョッシュ・ストーン率いるデルタチームがクリスとシェバと合流。
- デルタチームが巨大B.O.W.ンデスに襲撃され、ジョッシュを除く全員が死亡。直後にクリス達と対峙、クリス達によって撃破される。
- ンディパヤ族の村々を抜け、油田に到着、調査。
- クリスとシェバがジョッシュと協力して、アーヴィングを追跡。
- クリスとシェバが支配種プラーガの改良型プラーガを投与し、クリーチャー化したアーヴィングと対峙、退ける。
- クリスとシェバがジルを従えたアルバートと対峙、アルバートは7分間だけ交戦した後、計画遂行のため、ジルを置いて去る。
- ジルとの激戦の末、正気を取り戻させる事に成功する。
- ジルが、アルバートを追うよう促して送り出した後、気を失う。その後後を追ってきたジョッシュに助けられ、二人して行動を開始。
- ジルとジョッシュが、共同戦線を張り、襲い掛かるマジニを退かせつつ、トライセルの施設のヘリポートを目指す。
- ジルが、クリスにアルバートの弱点に関する情報を伝える。
- 脱出直前にヘリの操縦士のダグがマジニの放ったロケットランチャーで即死[注 5]。失意の中、ジルとジョッシュが、ヘリでトライセルの施設から脱出。

※ 『BIOHAZARD 5 Alternative Edition -DESPERATE ESCAPE-』
- クリスとシェバがエクセラを発見、威嚇射撃をするも取り逃がす。直後、とある薬を入手。
- クリスとシェバがアルバートによってウロボロスを投与されて怪物化したエクセラと対峙、衛星レーザー(L.T.D.)によって撃破する。
- クリスがジルからアルバートの弱点に関する情報を入手。そこでエクセラを取り逃がした際に入手した薬が弱点である事が判明する。
- クリスとシェバがアルバートと2度目の対峙、クリスがアルバートに薬を投与、アルバートの超人的な能力を弱体化させる事に成功。
- クリスとシェバがアルバートの乗るウロボロス・ミサイルを積んだ飛行機内でアルバートと3度目の対峙、シェバと協力して飛行機を火山島に墜落させる事に成功。
- 火山島にてアルバートと4度目の対峙、アルバートがウロボロス・ミサイルからウィルスを取り込み、ウロボロス化。
- 激戦の末、アルバートを溶岩に鎮め、ロケットランチャーでトドメを刺して撃破。ジョッシュとジルの乗るヘリで火山島から脱出。

※ 『BIOHAZARD 5』
- アルバートが死亡した事により、長らく軟禁状態にあったシェリーが合衆国エージェントになる事を条件に軟禁状態から解放される。

2009年～2010年
- クリスが若いBSAA隊員を育成するため、それまでのBSAAでのエージェントの地位、オリジナル・イレブンとしての特権階級を全て放棄、BSAA北米支部の実働部隊アルファチームへ転属、隊長に就任する。

2009年～2011年
- 巨大製薬企業『トライセル』が消滅する。

### 2010年代
- カーラ・ラダメスがt-VeronicaとG-ウィルス、始祖ウィルスを使い新型ウィルス『C-ウィルス』を開発する。

2010年
- 軍人としての訓練の日々を送っていたピアーズ・ニヴァンスが狙撃の腕を買われ、クリスの直々のスカウトを受け、BSAA北米支部隊員に配属。
- 8月、西オーストラリアにあるフィロソフィー大学にてバイオハザード発生。同大学の教授となっていたレベッカ・チェンバースが、BSAA北米支部のクリス・レッドフィールドと、ピアーズ・ニヴァンスと共に事態の終息にあたる。

※『BIOHAZARD THE STAGE』
- 11月、東欧のイドニア共和国で、内戦が勃発[17]。

#### 2011年
- 合衆国大統領アダム・ベンフォードの主導により合衆国エージェント組織『DSO(Division of Security Operations)』と、それのサポートを行う組織『FOS(Field Operations Support)』が設立。設立には、レオン・S・ケネディと、イングリッド・ハニガンが中心となる。
- エージェントとしての道を歩んでいたシェリーが別組織から、DSOに転属。
- 大統領補佐官のディレック・C・シモンズが持つ財団に所属していた科学者のカーラ・ラダメスが自らに心酔していたネオ・アンブレラの研究員の男性を使い、B.O.W.『ウスタナク』を生み出す。
- 東欧のスラブ共和国大統領スベトラーナ・ベリコバがダミー会社を通してプラーガや、リッカーなどのB.O.W.を反政府勢力に売り渡す。その後、内戦を勃発させる。
- 反政府勢力の長老イワン・ジュダノビッチ=アタマンが支配種プラーガを自らに投与、従属種プラーガを投与されたリッカー達を統帥出来るようになる。
- エイダ・ウォンがBSAAの職員と偽り、スラブ共和国に潜入、ベリコバに接触する。
- B.O.W.の実戦投入の報告を受け、レオン・S・ケネディが東スラブ共和国内乱の調査を開始する。その後アメリカが突如、撤退命令を下すがレオンは引き続き調査を開始。
- レオンがアレクサンドル（サーシャ）・コザチェンコ、JDらと出会う。
- 仲間の一人だったアタマンが体内のプラーガの影響を苦慮したサーシャによって射殺される。
- レオンとJDがガナードに襲撃されるが、これを撃破、切り抜ける。レオンとJD、反政府ゲリラの拠点になっていた教会に到着する。
- サーシャが、屋内駐車場に隠していた支配種プラーガを単独で取りに向かう。
- JDのいる教会がガナードの襲撃を受ける。JDがプラーガに寄生されガナード化。レオンとサーシャによって倒される。
- 早朝、サーシャら反政府軍がリッカーを率いて大統領府に侵攻を開始。
- エイダの正体がベリコバに知られエイダが戦いを挑むが、ベリコバに拘束される。その後エイダが拘束を解いて脱出、行動を開始する。
- 同じ頃、レオンが大統領府の地下に潜入、エイダと共にベリコバがプラーガを大量に保有している事を突き止める。そしてレオンとエイダがベリコバの襲撃に合うが、切り抜ける。
- サーシャが、自らに投与した支配種プラーガを利用してリッカーを従えベリコバに攻撃を仕掛ける。
- ベリコバがタイラントを放ち、地下施設を後にする。
- レオンとサーシャが共に複数のタイラントと対峙、撃破する。
- ベリコバの秘密を知っていたアメリカとロシアが、スラブ共和国に連合軍を送り込む。政府側はこれに降伏、ベリコバが大統領を辞任する。支援者も国外退去になる。
- レオンがサーシャの体内のプラーガを撃ち抜き、サーシャを助ける[注 6]。
- エイダが大統領府の地下にあったプラーガのサンプルをとあるクライアントに売り渡す。
- サーシャが小学校教師に復職する。

※『biohazard DAMNATION』
- NGO団体「テラセイブ」本部で行われたパーティーの開催中に突入してきた謎の特殊部隊によって機密情報漏洩とスパイ嫌疑の罪で会場に居合わせた同団体の複数のメンバーらが拘束。孤島にある収容所に連行・収監される。拘束されたメンバーの内の1人にクレア・レッドフィールドの姿も確認。
- クレアが孤島の施設にて目を覚まし、バリー・バートンの娘で、友人のモイラ・バートンを救出。孤島の脱出を目指し、行動開始。
- 施設内にて、襲い来るアフリクテッドを撃退しつつ、施設から脱出、直後、オーバーシアなる謎の人物からの連絡を受け、ヴォセクへと向かう。
- クレアとモイラがヴォセクにて、テラセイブの同僚のペドロ・フェルナンデスと、ゲーブと再会。共に脱出の糸口を探るが、途中、アフリクテッド達の襲撃にあった影響で、事前にt-Phobosウィルスを投与されていたペドロが発症、変異する。クレアが変異したペドロを退ける（もしくは、逃れる）。途中ではぐれていたニール・フィッシャーがクレア達をアフリクテッドの群れから救出。
- ニールと別れたクレアとモイラが更に奥にある建物に入り、内部を探索。
- クレアとモイラが、ナタリア・コルダと遭遇、共に行動開始。アフリクテッドや、ヴォルケンブラバー等の軍団を退けて施設内から脱出。
- ゲーブがヴォセクで修理したヘリで脱出しようとするも、オーバーシアに故障させられて墜落、ゲーブが死亡。同時にナタリアがニールによって、オーバーシアの元に連れ去られる。
- クレアとモイラが、塔の入口に貼られていたニールの置き手紙を頼りに隣接する食品工場へ向かい、調査。
- オーバーシアが酒錬棟を爆破、クレアとモイラは辛うじて脱出。脱出先に伸びる地下下水道を突き進む。
- ニールがオーバーシアにウロボロス・ウィルスを投与させられ、怪物化。クレアとモイラと対峙、クレアとモイラは共闘して退ける。
- クレアとモイラが塔の上層部を調査、塔の主オーバーシア（アレックス・ウェスカー）と対峙、アレックスが拳銃自殺を図るが、自身の恐怖心により失敗、投与していたt-Phobosの影響でゾンビ化。塔の上層部が爆破シーケンスを発動、クレアとモイラは脱出を図るが、モイラが塔の崩落に巻き込まれ、クレアとはぐれる。クレアはたった一人で塔から脱出。※『BIOHAZARD REVELATIONS 2:SIDE CLAIRE』
- モイラが崩落した塔から生還、後にエフゲニーに保護され、半年間自給自足の生活をして過ごした後、バリーが島に来たことを察知、エフゲニーに促される形でバリー捜索に出る。※『BIOHAZARD REVELATIONS2 「ある戦いの記録」』
- ナタリア・コルダが地下研究施設にて、半年間の眠りから覚める。もう一人のナタリアと共に島の海岸まで脱出を図る。後に海岸にて島に向かうバリーを発見、彼と接触。※『BIOHAZARD REVELATIONS2 「小さな女」』
- バリー・バートンが、実の娘であるテラセイブメンバーの1人、モイラ・バートンの捜索のため、行動開始。
- モイラの救難信号を受けたバリーはモイラがいる孤島へ向かう。途中、島を彷徨っていた少女、ナタリア・コルダと出会い、共に行動する事を決め、探索に繰り出す。
- バリーが、ナタリアと共に島及び島の施設や研究所を探索、アレックスと対峙、アレックスが自身にウロボロス・ウィルスを投与、怪物化。
- バリーがアレックスに不意を付かれ、吹き飛ばされナタリアが襲われるが、モイラに窮地を救われる。
- モイラ達を助けるため、ヘリに乗って島に来たクレアとバリーが共同で怪物化したアレックスを退け、島から脱出。

※『BIOHAZARD REVELATIONS 2:SIDE BARRY』

#### 2012年
- クダンカン北部、エルナウルにあるアジア最大の名門校『マルハワ学園』の生徒のビンディ・ベルガーラとナナン・ヨシハラが学園の在り方に疑問を感じ、脱走。途中、学園理事長のグラシア・デレニカスに見つかり、抵抗する中誤ってナナンが転落、岩に頭を強打し死亡。
- 悲しみに打ちひしがれるビンディに謎のフードの女がビンディにC-ウィルスのサンプルを手渡す。その後ビンディがナナンの遺体にサンプルを投与、ナナンがクリーチャー化する。
- マルハワ学園にて生徒が立て続けにゾンビ化する怪事件が発生。グラシアがベネット大学に勤務するダグ・ライト教授に極秘にバイオハザードの収束を図らせるため、手紙をよこす。要請を受けたダグが甥のリッキー・トザワを連れ、マルハワ学園へ向かう。
- マルハワ事件発生。グラシアにゾンビ化した生徒を見せられたダグがBSAAに出動要請と、t-ウィルスワクチン『デイライト』の接種を全生徒に受けさせるよう要請するが、グラシアが拒否、外界への脱出をさせないため、ダグ達の車を破壊、学園へ閉じ込める。
- 生徒の一人、アリサ・リンがビンディの放ったクリーチャー化したナナンに襲われ、ゾンビ化。その後グラシアがゾンビ化した女子生徒二人を老朽化した鶏小屋ごと焼却処分する。
- とある街でのバイオテロ事件を終息させたBSAA北米支部隊長のクリスが同支部隊員ピアーズ・ニヴァンスと極東支部エージェント、メラ・ビジ共にダグに会うために連絡をするが、連絡がつかず、大学を訪れても会えず、聞き込みで得た情報を頼りにマルハワ学園へ向かう。
- ダグとリッキーがゾンビの潜む地下制御室に教員のレイ・スーとタヒル・カプール、ビンディと共に潜入。レイがゾンビの襲撃を受け、ゾンビ化する。
- マルハワ学園内で開かれた学園祭の最中、二人の男子生徒がゾンビ化、学園内は大混乱するが、ビンディがゾンビ化した男子生徒二人を撃破する。これを受け、グラシアに隠蔽している事実を明かすよう迫るも今回の騒動の実行犯としてビンディを生徒会長の任を解いた上、謹慎処分にする。
- その夜、リッキー達が、謎の怪物(C-16)と対峙、交戦するが、ダグが怪物の攻撃により重傷を負い、タヒルがウィルスに感染、ゾンビ化。リッキーによって倒される。
- 一連のバイオハザードが故意に引き起こされたバイオテロだと判明、リッキーが実行犯のビンディの元へ向かう。
- ビンディが自らにC-ウィルスを投与、クリーチャー化する。直後に来たリッキーを気絶させ、クリーチャー化したナナン（以後、C-16と呼称）を使い、大規模なバイオハザードを引き起こす。撒かれたウィルスガスの影響で学園の生徒の半数以上がゾンビ化。ビンディがグラシアを殺害し生き残った生徒を殺害しに回る。リッキーも襲われるが到着したクリスがゾンビを退け、助かる。
- メラがビンディと対峙、一度は撃破するが、ビンディがウィルスの活性化によりサナギ化、クリーチャーに変異し再び対峙、苦戦するが、ピアーズの助けにより再び撃破する。
- 脱出に向かう途中、C-16によりゾンビ化したダグと遭遇、リッキーにより倒される。クリスとリッキーがC-16と対峙、共闘で撃破。
- 脱出直前、後を追ってきたビンディとリッキー達が対峙、激戦の末、完全に撃破。
- メラがC-16の攻撃により、瀕死の重傷を負う。C-16がピアーズの銃撃により、完全に撃破されメラが死亡。直後にリッキー達がヘリで学園から脱出。
- BSAA極東支部隊ブラヴォーチームが学園内に突入、ほぼ全てのゾンビを倒し、バイオテロを鎮静化させる。
- フードの女がC-16の肉片を回収、とある施設まで持ち帰る。
- ダグとグラシアの遺体がBSAAにより回収され、埋葬される。
- リッキーが通っていた大学を中退、ジャーナリストとしての道を歩み出す。※『BIOHAZARD〜marhawa desire〜』

##### 12月24日～25日
- シモンズがジェイク・ミューラー確保のため、シェリーに国外脱出の手配を指示、同時にエイダ・ウォン（カーラ・ラダメス）にシェリーのサポートを行うようにも指示。
- イドニア共和国内戦勃発。これと同時にB.O.W.投入も開始。
- エイダ（カーラ）が戦意高揚を謳い“栄養剤”と称してジェイクをはじめとする反政府ゲリラの傭兵達にC-ウィルスの注射器を配布。ジェイクを除く全ての傭兵達がジュアヴォ化。
- ジェイクが駆け付けたシェリーと共に襲い来るジュアヴォ達から逃れ、以後は行動を共にする。
- シェリーとジェイクがテロ組織『ネオ・アンブレラ』から放たれた捕縛者『ウスタナク』と初遭遇、襲撃されるが、辛くも逃れる。
- クリス率いるBSAA北米支部隊アルファチームがイドニア共和国に出動、バイオテロの沈静化にあたる。
- ジェイクとシェリーがクリスらBSAAと遭遇。
- ジェイクとシェリーをアメリカに送り出した後、市庁舎内に潜入、調査。その過程でエイダ（カーラ）と遭遇。行動を共にする。
- エイダ（カーラ）の罠により、クリスとピアーズ以外のBSAA隊員がC-ウィルスに感染、B.O.W.化する。変異した隊員の一人の攻撃を受けたクリスが重傷を負い、同時に記憶喪失となってしまう。
- クリスが入院先の病院から脱走、東欧にて酒浸りの日々を送る。
- ジェイクとシェリーを乗せたBSAAのヘリがウスタナクに襲撃され、墜落。シェリーとジェイクは辛くも生き延びる。
- ジェイクとシェリーがジュアヴォの襲撃を交わしつつ、とある洞窟に逃げ込む。洞窟内にて、ウスタナクの追跡を逃れるも、エイダ（カーラ）率いるネオ・アンブレラに捕まる。

#### 2013年
- バイオテロが世界的に蔓延する[18]。
- ベンフォード大統領が世界中で起こるバイオテロの事態を重く見てラクーンシティ事件の全容を、明らかにする事を決意。

##### 6月27日
- シモンズに成り済ましたエイダ（カーラ）が、エイダ（オリジナル）に接触する。
- シモンズからの情報を受け、エイダ（オリジナル）が北大西洋のとある潜水艦へ向かう。
- エイダ（オリジナル）が、C-ウィルス抗体の有無の確認のため、ジェイクを捕獲、派遣したシェリーとの国外脱出の手助けをせよとの半年前の身に覚えのないオーダーを知ったあと、潜水艇から脱出。潜水艇が消滅。
- シモンズがUSSSに出向していたヘレナ・ハーパーの妹デボラをさらい、彼女を人質にヘレナに大統領の警護に隙を作るよう、脅す。

##### 6月29日～30日
- トールオークスの大学構内において、大統領の事件の全容の公表の妨害をするためシモンズが放ったB.O.W.『レポティッツァ』を使い、バイオテロを引き起こす。ベンフォード大統領を含むトールオークスのほぼすべての市民がバイオテロの餌食となる。
- ヘレナがレオンにこの事態は自らが引き起こした事を告げる。
- 二人は事件の全容を知るためにトールオークスの教会を目指す。エイダ（オリジナル）が教会に到着、同時にレオン達も到着。エイダが教会の地下にあるカタコンベを調査。
- レオンとヘレナがゾンビの襲撃を躱し教会に突入。教会内を調査、教会の地下に繋がる間を仕掛けを解く。そこから現れたB.O.W.レポティッツァと対峙、撃破する。
- レオンとヘレナが地下研究施設を調査。深奥部にある研究室にて、エイダ（カーラ）がサナギから生まれる姿を収めたビデオを見る。
- ヘレナが研究所の地下にあった原初の祭壇にて妹デボラを発見するも、投与されていたC-ウィルスの影響で変異、クリーチャー化。途中から現れたエイダと共に撃破。その後ヘレナがレオンとエイダに今回の事件についての真相を明かし、直後にエイダと別れる。
- レオンとヘレナがシモンズに大統領殺害と今回のバイオテロ事件の容疑を掛けられる。
- エイダが、シモンズの指示により、レオン達の通った地下研究施設を調査。そこでエイダ（カーラ）がサナギから生まれる姿を収めたビデオを見る。再び連絡してきたシモンズがエイダ（カーラ）の成り済ましである事を見破り、エイダ（カーラ）の仕掛けたゲームに参加する事を決意し、中国へ向かう。同時にエイダ（オリジナル）がシモンズに対して、エイダ（カーラ）の計画を明かした後、ビデオがあった研究室を爆破。エイダ（オリジナル）の連絡を受けたシモンズも中国へ向かう。
- レオンとヘレナがカタコンベから脱出に成功。直後にトールオークスがシモンズの手により、ミサイル攻撃を仕掛けられ消滅。直後レオンがハニガンに自分達を死亡扱いするよう要請、中国へ乗り込む決意をする。
- 東欧の酒場で記憶を失い、荒れていたクリスがピアーズに発見され、BSAAに連れ戻された後、中国で多発しているバイオテロ収束に向かう[8]。
- クリス率いるアルファチームが、とある雑居ビルでジュアヴォに捕らわれていた国連の高官救出作戦を敢行、任務は成功。その影響でクリスが半年前の東欧での任務の記憶を取り戻し、エイダ（カーラ）の追跡を開始。直後にB.O.W.『イルジヤ』の襲撃を受ける。追い詰めて、撃破するもピアーズを除くアルファチーム隊員全員が死亡。
- 取材に来ていたリッキー・トザワが生存者の親子を連れてヘリで街から脱出。
- ネオ・アンブレラの巨大研究施設に監禁されていたシェリーとジェイクがジュアヴォ達を退けながら施設から脱出。
- エイダ（オリジナル）が、エイダ（カーラ）の追跡を開始。途中で、突如出現したB.O.W.『ウビストヴォ』と対峙、退ける。電車に撥ね飛ばされたウビストヴォ、シェリーとジェイクと対峙、退ける。
- レオンとヘレナが中国へ向かう飛行機で再びレポティッツァによるバイオハザードに襲われるが、何とか退け、バランスを失った飛行機を操作するも、墜落。なんとか生き延びる。
- 飛行機から降りた直後、シェリーとジェイクに遭遇。シモンズの居場所を聞き出す途中でウスタナクに襲撃される。退ける事に成功するが、途中で倒れてきた鉄塔に引き離される。
- レオンとヘレナがメディカル・リサーチセンターに潜入、同時にクリスとピアーズも同センターに潜入。その後エイダ（カーラ）を追っていたレオンとクリスが対面、エイダ（カーラ）について対立する中、エイダ（カーラ）が隙をついて逃走。レオンとクリスが互いの目標追跡のため、別れる。
- レオンとヘレナが遂にシモンズに追い付く。同時にジェイクとシェリーも到着。
- クリスとピアーズが、エイダ（カーラ）を追跡、ネオ・アンブレラの巨大空母へ突入。エイダ（オリジナル）もBSAAの連絡を傍受し、空母へ向かう。
- シモンズがエイダ（カーラ）が差し向けたジュアヴォに強化型C-ウィルスを投与される。直後に走行する電車に転落、レオンとヘレナも後を追い電車へ飛び乗る。
- レオン達と別れたジェイクとシェリーがジュアヴォに捕まり、ネオアンブレラの研究施設がある海底基地に収容される。
- シモンズが強化型C-ウィルスの影響で変異を起こす。レオンとヘレナがシモンズと最初の対峙、死闘の末撃破。
- クリスとピアーズが空母内のジュアヴォを退けつつ、奥へ突き進み、エイダ（カーラ）を追跡。その後エイダ（オリジナル）と遭遇するも、取り逃がす。
- クリスとピアーズがエイダ（カーラ）を追い詰め、逮捕しようとするが、シモンズが差し向けたファミリーの人間にエイダ（カーラ）を狙撃され、殺されてしまう。
- エイダ（オリジナル）が空母内のとある一室でシモンズがカーラ・ラダメスを使ってエイダ・ウォンを作り出す様子を録音した端末を発見、事件の全てを悟る。
- 死の直前、エイダ（カーラ）が自らに強化型C-ウィルスを投与、怪物化する。エイダが、怪物化したカーラと対峙、退ける。その後、ヘリで脱出。
- ウィルスの積まれたミサイルの存在を知ったクリスとピアーズがV-TOLに乗り込み、空母から脱出。
- ハニガンから、レオン達に、ジェイクとシェリーがネオ・アンブレラに捕まった事を知る。
- クリスとピアーズが1度はミサイルを停止させるがミサイルが再起動し、発射、ターチィに撃ち込まれる。その結果、大規模なバイオハザードが発生、街は大混乱に陥る。
- レオンがクリス達に海底油田の下に隠されたネオ・アンブレラの研究施設に捕まったジェイクとシェリーを救出するよう要請する。
- レオンとヘレナが現場にいたBSAA隊員と共に、クアッドタワーに向かう。

##### 7月1日
- クリスとピアーズが海上の海底油田に繋がるヘリポートから、施設に乗り込む。その後ジェイクらを発見、救出、ジェイクとシェリーが脱出を開始。
- レオンとヘレナがエイダと協力し、ゾンビの群れを退けつつ、クアッドタワーへ到着。その下で待ち構えていたシモンズと2度目の対峙、エイダと共闘で撃破。
- エイダがクアッドタワーの屋上にヘリとシモンズの犯行の証拠等を揃え、タワー内にあるカーラの研究室へ向かう。途中、シモンズと3度目の対峙、交戦に入る。同じく、屋上を目指していたレオンとヘレナも加わり共闘、退ける。
- エイダがレオン達と別れた後、カーラの研究室へ向かいカーラがエイダ・ウォンとして行っていた研究データや活動の痕跡を全て破壊、葬り去る。新たなオーダーを受けつつ、中国から脱出。

※『BIOHAZARD 6 -Ada Story-』
- レオンとヘレナが屋上へ向かう途中、シモンズと4度目の対峙、退ける。
- シモンズがゾンビを取り込み、最終形態に進化、レオンとヘレナが5度目の対峙、激戦の末、ロケットランチャーを撃ち込み、完全に退ける。その後、エイダが乗ってきたヘリで中国から脱出。

※『BIOHAZARD 6 -Leon Story-』
- 海底の研究施設にて、クリス達とジェイク達が再会、互いに共闘でジュアヴォを退けつつ、脱出を図る。
- 巨大B.O.W.『ハオス』が覚醒、クリス達に促され、ジェイクとシェリーが先に進む。
- ジェイクとシェリーがマグマ採取施設にて、ウスタナクと対峙、途中ジェイクとウスタナクが一対一の肉弾戦を展開、激戦の末、ジェイクがウスタナクをマグマに葬り去る。
- ジェイクとシェリーが貨物射出列車を使い脱出を図るもマグマから復活したウスタナクと対峙、ジェイクとシェリーが偶然見つけたマグナムリボルバーでトドメを差し、完全に撃破。ジェイクとシェリーが海底研究施設から脱出。

※『BIOHAZARD 6 -Jake Story-』
- クリスとピアーズがハオスと対峙、交戦に入るがハオスの猛攻を受け、ピアーズが右腕を失い、重傷を負う。クリスもハオスに捕まる等して苦戦。
- ピアーズがクリスを助けるためエイダ（カーラ）を追い詰めた際に入手した強化型C-ウィルスを投与、クリーチャー化する。
- ピアーズの攻撃により、クリスがハオスから解放される。その後クリスとピアーズが改めてハオスと対峙、ピアーズと共闘で撃破。
- クリスとピアーズが施設から脱出を図るが、クリスを脱出用の舟に乗った事を確認したピアーズがクリスを一人乗せて脱出させる。その後クリスが脱出の途中でハオスに襲撃されるが、ピアーズの放った攻撃により完全に撃破される。海底研究施設が崩壊、消滅。
- クリスが無事に施設から脱出。BSAAのヘリに救助される。

※『BIOHAZARD 6 -Chris Story-』

#### 2014年
- クリスは、ある情報を基に、潜入捜査中に行方不明となった自身の部下であるキャシー・ホワイトと息子のザックの救出の為に、メキシコ陸軍特殊部隊「GAFE」との共同作戦で、ある国際指名手配犯の武器密売組織のアジトである謎の洋館へ突入する。
- 探索の最中、トラップと敵味方を区別する高度に制御されたゾンビ群によって、部隊が壊滅する中クリスは、目的の国際指名手配犯の武器商人、「グレン・アリアス」と対峙。既にキャシーは息子と共にゾンビ化させられており、その結果アリアスを逃してしまう。
- 4ヵ月後、元ラクーン市警の特殊部隊「S.T.A.R.S.」の一員だったレベッカ・チェンバースは、現在は大学教授として、「死者が甦り、凶暴化する」という不可解な事件の調査、研究に携わっていた。
- 事件の調査により、「新型ウィルス」が関係していることを突き止めたレベッカは、治療薬の開発に成功。  その直後、研究所がアリアスの側近であるマリアに襲撃されバイオテロが発生、レベッカは死の危険に晒されるがクリス達BSAAが駆けつけ難を逃れる。
- 協力を求めるため、クリスとレベッカは新型ウィルスが関わる事件を最もよく知る人物、アメリカ大統領直轄のエージェント組織「DSO」所属で休暇中のレオン・S・ケネディの元へ向かう。
- レオンは任務でトールオークスのバイオハザードに関わっていた上院議員の逮捕にあたっていたが、情報屋のパトリシオの裏切りによって任務は失敗に終わり、作戦に参加していた同僚エージェント達がほぼ壊滅してしまい、多くの同僚を失った事と終わりが見えない戦いに疲れ果て、自暴自棄に陥り、酒に溺れ、クリスの話をまともに取り合おうとせず拒絶する。
- 再会を果たした二人だが、そんなレオンに対してクリスは怒り、二人はぶつかり合う。
- しかし、そんな所で突如襲撃を受け、レベッカはアリアスの配下に連れ去られる。
- 二人は、アリアスの真の目的が“バイオテロ”だと知り、策略を阻止する為、彼を追いニューヨークへ向かうのであった。
- ニューヨークにて、クリス達BSAAとレオンの活躍によって、ウィルスを積んだ擬装タンクローリーを破壊に成功するが、この際にBSAA隊員ダミアンを失ってしまう。
- クリスはレベッカの救出の為にアリアスのアジトへと向かう。
- クリスとレオンはアジトに到着。待ち構えていたゾンビの大群を相手に奮戦、レオンに後を任せ、アジトの高層ビル屋上でのアリアスとの一騎討ちの果てに辛くも勝利した。
- クリスは怪物化したアリアスに圧倒されるが、レオンとの共闘で勝利をおさめ、レベッカを救い出すことに成功する。
- オスプレイにてニューヨークにワクチンを散布する。

※『BIOHAZARD: VENDETTA』

#### 2014年10月
10月5日
- ある組織の特殊工作員ミア・ウィンターズがE型被験体エヴリンという少女の母親を装い、エヴリンを移送する任務についていた。移送中、エヴリン暴走。タンカー内でミアがエヴリンを捜索、説得するも聞き入れず、ミアとエヴリンを残し船員、及びミアのエージェントパートナーのアラン死亡。タンカー沈没。

※『BIOHAZARD7 resident evil‐本編 Miaの回想‐』
10月8日
- 沼地でベイカー家の長男ルーカス・ベイカーが沈没したタンカーを発見。ルーカスの父ジャック・ベイカーがミアとエヴリンを自宅に搬送する。

10月10日
- エヴリンがベイカー家を乗っ取ろうと行動を開始する。ジャック・ベイカー、マーガレット・ベイカーが感染し豹変する。娘のゾイは両親の追跡から逃れながら、原因を追究しようとするが、捕らえられてしまう。

※『BIOHAZARD7 resident evil‐Daughters‐』
10月11日
- マーガレット・ベイカー、耳鳴りに悩むようになる。

10月15日
- マーガレット・ベイカー、医療機関を受診するが、原因不明の診断。医師の手紙では再診を勧められている。

10月23日
- マーガレット・ベイカー、エヴリンから腕をプレゼントされる。
- この日以降、エヴリンを盲信し始める。

#### 2015年
1月9日
- コネクションの研究員によって感染していたベイカー家の長男、ルーカス・ベイカーを救出、正気を取り戻す。

11月4日
- ルーカスがコネクションに報告。ミア未だ完全にはエヴリンに洗脳されず。

2016年
9月1日
- エヴリン、細胞劣化による老化現状が現れ始める。

#### 2017年
6月1日
- 「スーワ・ゲーターズ」取材班クランシー、ピーター、アンドレがベイカー家を訪れ取材を試みる。
- 取材中廃屋の地下でアンドレが死亡。その後、クランシーとピーターはジャック・ベイカーに拉致される。

※『BIOHAZARD7 resident evil‐ビデオテープ廃屋取材‐』
- 一時、クランシーとピーターは一緒に監禁され、脱出を試みるもピーターは豹変したミアによって殺害されてしまう。

※『BIOHAZARD7 resident evil‐体験版Kitchen‐』
- その後、クランシーはマーガレットによって彼女の寝室に監禁されてしまう。
- マーガレットの目を盗んで脱出に成功する。

※『BIOHAZARD7 resident evil‐DLC BedRoom‐』
- クランシーはベイカー邸内を逃げ回った末にジャックにつかまり、モールデッド達が蔓延る地下室に監禁される。

※『BIOHAZARD7 resident evil‐DLC nigthmare‐』
6月2日
- 一晩地下室に監禁されるも生き抜いたクランシーだが、ルーカスの手によってつかまり、生死をかけたゲームに参加させられる。

※『BIOHAZARD7 resident evil‐DLC 21‐』
- その後、生き抜いたクランシーだがルーカスが作った「脱出ゲーム」と評したゲームをさせられるが失敗し焼死。

※『BIOHAZARD7 resident evil‐ビデオテープBirthday‐』
7月18日
- イーサン・ウィンターズに妻であるミアから「迎えに来て」とのメールが届く。

7月19日
- 屋敷の前でミアの免許証が落ちているのを発見したイーサンは屋敷の中へと入る[9][8]。
- イーサンは地下の檻の中で横になるミアを発見。イーサンに起こされたミアは驚きの表情を見せる。イーサンにメールを出したのはミアではなく何者かがイーサンをおびき寄せるために送ったものであった。
- イーサンとミアは共に屋敷から逃げようとするが、突如ミアが豹変し、イーサンに襲いかかる。
- ゾイと名乗る謎の女性からの電話で屋敷脱出のサポートをしてもらう。以降、ゾイからの電話の情報を頼りに脱出を試みることとなる。
- ミアから左腕をチェーンソーで切断され、やむを得ずイーサンはミアを攻撃。直後、背後に現れたジャック・ベイカーに殴られ、殺されてしまう(後にe型特異菌により生き返る)。
- 数時間後目覚めるが、食堂にてベイカー家の異様さを目の当たりにする。食堂を脱出し、ベイカー邸内を探索し脱出の糸口を探る。
- デイビッド保安官補佐が近辺の失踪事件調査のため、ベイカー邸を訪れ、その際にイーサンと遭遇し窓越しでイーサンを尋問。イーサンに説得され、イーサンにナイフを手渡す。
- その後、デイビッド保安官補佐とイーサンはガレージで合流。イーサンに疑いをかけ、問い詰めるも、背後から現れたジャックにスコップで頭部を刺されて死亡する。
- その後、執拗にジャックはイーサンを襲うも撃退するがジャックの生命力は人間を越えており幾度となく立ち上がる。
- 地下の解体室で、大量の怪物が作られているのを発見。怪物モールデッドがイーサンに襲いかる。
- その中でミアとベイカー一家は謎の病のような物に穢されていることをゾイから聞き出す。ゾイは正気を保っているが、ゾイも同じく侵されている。その穢れを治さない限り、屋敷から逃げ出すことができないと告げられる。
- 治すには「血清」が必要でその手がかりは旧館にあるという情報をゾイから聞き出し、イーサンは旧館に向かうが、旧館にはジャックの妻、マーガレットが潜んでいる。
- 旧館でミアと再会するが直後息子ルーカスに連れ去られる。
- イーサンは血清を手に入れるため、旧館の探索を続けるが、虫を操るマーガレットの追跡に合う。
- マーガレットが守る旧館の祭壇で血清にはD型被験体の脳神経（頭）と末梢神経（腕）が必要という情報を入手。
- ゾイが頭を持っており、イーサンは腕を捜索する。
- イーサンはマーガレットを倒し、D型被験体の腕を入手する。
- この頃から、イーサンは少女の幻覚をみるようになる。
- D型被験体の頭を持つゾイと合流するため、中庭のトレーラーへ向かうがゾイはルーカスに連れ去られる。
- ルーカスに呼ばれイーサンはトラップと気づきつつも地下の解体室へと向かいデイビッド保安官補佐の死骸の体内から鍵を入手。鍵をあけ端末を入手し、端末を使い中庭からルーカスが仕掛けたデスゲーム会場に向かう。
- デスゲームをクリアしたイーサンはゾイとミアの元にたどり着く。イーサンの持つD型被験体の腕とゾイの持つD型被験体の頭を使い、２人分の血清を作り出すことに成功。直後、化け物に変貌したジャックが襲いかかる。
- 死闘の末、ジャックを倒すが、その際に血清を１本を使ってしまう。血清が必要なミアとゾイの内、イーサンはミアに血清を使うことを選ぶ。ゾイは屋敷に残り、イーサンとミアはボートで沼地から脱出を試みる。
- ボートの前方に廃船と化した巨大な船が現れる。船は破損してからかなりの時間が経過し劣化が激しく進んでいる。
- 直後、２人が乗るボートは触手のような物の力で転覆する。
- イーサンとミアははぐれてしまい、ミアは廃船のそばで目を覚ます。どこかから聞こえる少女の声に導かれ、ミアは廃船の中へ入っていく。
- 廃船の中で、ミアは幻覚の少女を追いかける。そしてその少女に導かれ、失くした記憶を取り戻す。
- エヴリンが再びミアの前に現れ、ミアは記憶を取り戻す。エヴリンはミアを自分の母親になるように強要するがミアは拒絶する。
- 気を失ったイーサンはジャックの姿を夢に見る。本来の温厚なジャックから、エヴリンに感染させられた家族はずっと心を支配され、抵抗することができなかったと伝えられる。家族を救ってくれと思いを託されたイーサンはミアに救出され、目を覚ます。
- ミアからエヴリンを倒すため「エヴリンの体組織」を受け取ると、イーサンは再びミアとはぐれる。イーサンはエヴリンを倒すため探索を再開する。
- 廃船から脱出、近くの廃鉱へ進み、さらに奥に研究所に足を踏み入れる。
- 研究所内でイーサンはエヴリンの正体を知る。エヴリンの正体は生態兵器『B.O.W.』であり、エヴリンは、菌を繁殖、感染させることによって対象を実質的に支配、精神攻撃、洗脳することを目的としている。

7月20日
- イーサンは「エヴリンの体組織」を使いエヴリンを倒すことができる特殊な血清を作り出し、エヴリンとの最終決戦に挑む。
- ベイカー邸に戻ったイーサンは引き続き少女の幻覚を追いかけ、エヴリンの本体を見つけ出す。
- エヴリンの正体はベイカー邸に最初からいた謎の老婆であり、組織の管理下から外れ体組織が急激に老化した姿であった。
- イーサンはエヴリンに血清を打ち込み、直後エヴリンは人間の身体を維持できずに巨大怪物化。ヘリコプターで駆けつけた何者かの援護を受け倒すことに成功する。
- 戦闘で重傷を負い、倒れているイーサンの元にクリス・レッドフィールドを中心とした特殊部隊が到着。
- 特殊部隊がイーサンを救出。同時にミアも無事救出される。

※『BIOHAZARD7 resident evil -本編-』
- イーサン達を救出した後、ベイカー農場から逃亡した今回の事件の重要参考人であるルーカス・ベイカーの身柄確保と彼とつながっている謎の組織コネクションの情報を掴む為、BSAAから民間軍事会社「新生アンブレラ」に派遣されたクリス・レッドフィールドがルーカスの潜伏先である廃坑へと乗り込むが、そこで本部から先行していた隊員3人の連絡が途絶えた事を知らされる。
- 廃坑内を捜索中、クリスは隊員の一人を発見するもそれは自分達の追跡に気づいたルーカスによる罠であり、発見した隊員は目の前でルーカスに殺害され、自身もルーカスによって手製の爆弾を取り付けられた上で逃げられてしまう。
- ルーカスを追跡しながら他の行方不明の隊員達を探すクリスだったが、廃坑各所で発見した隊員達は次々とルーカスの仕掛けていたトラップの犠牲となり、クリスもその餌食になりそうにながらも退け、腕に付けられた爆弾を取り外す事に成功した。
- ルーカスがクリスがトラップにかかり死亡したと思い込んでいる事を知らされ、この隙に廃坑最深部にあるコネクションのラボに乗り込む事に成功。
- ラボの奥へとルーカスを追い詰めた末に遂に致命傷を与える。直後、ルーカスは体内のE型特異菌が臨界点に達した事でB.O.W.へと変異するが、一騎打ちの末にこれを撃破する。ルーカスに引導を渡した後、彼が何者かに送信しようとしていたエヴリンやE型特異菌に関するデータを端末ごと破壊し、任務を完了させた。

※『BIOHAZARD7 resident evil -DLC Not A HERO-』
- 事件から数週間後、ベイカー邸近く湖畔の小屋で孤独に自給自足生活を送っていたジョー・ベイカーが異変を察知。
- ジョーが武装した隊員を発見。傍らに横たわるゾイをみて憤慨。救出に来た隊員の説明を聞こうともせず殴り、隊員を小屋にて拘束。変異したゾイの治療に治療薬が必要と聞き出し少量の治療薬を入手。
- ゾイに治療薬を投与するが効果がなく、さらに多くの治療薬が必要だと隊員から聞くが直後、スワンプマンの攻撃を受け隊員は死亡。
- その後、姪であるゾイを助けるため治療薬を求めて奔走。モールデッドやスワンプマンの襲撃を素手で退ける。
- スワンプマンの正体が弟のジャックである事が判明。ジョーはゾイを助けるためにジャックと対決する事を決意、途中でAMG-78を手に入れジャックが逃げ込んだベイカー邸へと乗り込む。最大出力のパンチを叩き込んでジャックを倒す。
- ジョーによって治療薬を投与されたことでゾイは目を覚ます。直後に駆け付けたクリス達によって保護と治療を受け、体内から特異菌を排除したことでエヴリンの呪縛から解かれる。
- クリスから取り次いだ電話でイーサンとミアが無事脱出したことを聞き安堵。イーサンがゾイを見捨ててなかったことに感謝する。

※『BIOHAZARD7 resident evil -DLC End of Zoe-』

### 2020年代
2021年
2月某日。
- イーサン・ウィンターズと妻のミアはBSAAの指示でヨーロッパに渡り、生まれたばかりの娘ローズマリーを育てながら新しい生活を始めていた。
- ある夜にクリス・レッドフィールド率いる部隊が彼らの家を襲撃。クリスはミアを殺害し、イーサンとローズマリーは捕えられてしまう。その後、事故を起こした輸送車の側で意識を取り戻したイーサンは、山中の暗い雪道を進み、近くの村に迷い込む。

- イーサンは村の生存者達と出会い屋内に匿われるが、その中の一人が突如ライカンに変貌し、生存者達は全員死亡してしまう。

- イーサンは村に隣接する城にローズがいるかもしれないと考え、城に向かう。ところが、城内に入った矢先に、金属を自在に操る謎の男に捕らえられてしまう。
- しばらくして意識を取り戻すと、そこには村の支配者のマザー・ミランダと、彼女に仕える四貴族がいた。大柄な城主オルチーナ・ドミトレスク、人形を操る黒子のような女ドナ・ベネヴィエント、醜悪な怪人サルヴァトーレ・モロー、そして、自分を捕えた磁力を操る男カール・ハイゼンベルク。ゲームの開始を宣言したハイゼンベルクに追い詰められたイーサンは、側の穴に飛び込み地下に逃れる。地下には彼の仕掛ける死の罠がいくつもあり、イーサンはそれらをかい潜って辛くも脱出に成功する。
- 再度城内に入り探索するも、途中地下に落とされたり3人の娘たちに襲われるも、苦戦の末ドミトレスク夫人を倒す。しかし、城にローズはおらず、代わりにローズの頭が入ったフラスクを発見する。
- 村に戻ると、武器商人デュークは、マザー・ミランダが特別な儀式のためにローズを4つのフラスクに分けさせたと説明する。そして、残る3つのフラスクは四貴族のベネヴィエント・モロー・ハイゼンベルクが一つずつ持っており、全てのフラスクを回収できればローズを助けることが出来るという。
- イーサンは、霧深い谷にあるベネヴィエント邸に向かう。そこでベネヴィエントにより幻覚を見せられるが、ベネヴィエントを倒し、2つ目のフラスクを回収する。
- 人造湖に向かいモローが持つ3つ目のフラスクを回収するが、そこでクリスに再会する。イーサンはミアを殺した件を怒り問いただすが、クリスはこれ以上首を突っ込まずにここから立ち去れとしか言わない。そこに、巨大な怪魚のような姿に変異したモローが襲撃。イーサンは水門を開いて湖の水を抜き、湖底の集落でモローを倒す。

- モローの隠れ家に戻ると、最後の四貴族であるハイゼンベルクからいわれるがままイーサンが砦に向かうと、おびただしい数のライカンに襲われる。ライカンたちの襲撃を掻い潜りながら砦を探索し、奥でウリアシュを倒して最後のフラスクを発見する。
- ハイゼンベルクから「4つのフラスクを聖杯に納め、自分の下へ来い」と通信が入る。イーサンは祭祀場に戻り、4つのフラスクを聖杯に納めると、谷間を繋ぐ橋が出現する。橋の向こう側に行くと、そこには大きな工場があった。

- イーサンは工場内で、ハイゼンベルクと対峙。ハイゼンベルクはミランダへの反乱を計画しており、自分と手を組んで、ローズの力を使ってミランダを倒そうとイーサンに提案する。イーサンはそれを断るが、工場の地下に突き落とされてしまう。
- 工場の地下では「ゾルダート」と呼ばれるB.O.W.が大量生産されており、イーサンはそれらの襲撃を掻い潜り、またもクリスと再会した。イーサンがミアを殺した件を再度問い詰めると、クリスは民間人を巻き込みたくないとしつつも、真実を明かす。

- クリスが殺したミアは、エヴリンと同じ特異菌による生体運動能力で擬態したミランダであった。
- ミランダはローズを誘拐するためにミアに成りすましており、クリスはイーサンとローズを守るためにミランダを殺そうとしたが、ミランダが死体に擬態したために殺し損ねていた。クリスの部下がイーサンとローズを連れ出して護送したが、その途中でミランダが蘇生し、護送車は大破。クリスが護送車に駆け付けた時には、そこにはもうイーサンもローズもいなかった。

- イーサンに真実を話した後、クリスは菌根を破壊するために工場を後にする。イーサンは、クリスが起動した磁力の影響を受けないポリマー製の戦車を操縦し、大量の金属を取り込んで変異したハイゼンベルクと戦い、これを倒す。しかし、そこへミランダが現れ、ローズを自分の娘にすると豪語した後、イーサンの心臓を抉り取って殺害する。

- その後、部下からイーサン死亡の報告を受けたクリスは、特殊部隊を率いてミランダの元に向かう。
- 同じ頃、BSAAの強襲部隊がミランダ制圧のために到着する。村の地下にある洞窟に向かったクリスは、エヴリンを生み、ミランダに力を与えた特異菌の元となる菌根を発見する。クリスは菌根にN2爆弾を仕掛け、さらに洞窟の奥へと進むとミランダの研究室を見つけ、そこでミランダの目的を知る。
- ミランダは、100年以上前にスペイン風邪で死亡した娘のエヴァを蘇らせるために、特異菌で不老不死の実験を行っていた。そして、彼女はエヴァの宿主に最適な人間を探すため、実験を行っており、ライカンや四貴族は皆、彼女の実験の被験者だった。特殊な能力を受け継いだローズを、最終的に宿主として選んだのだった。
- クリスは研究室の探索を進めるが、その奥で投獄されていた本物のミアを発見し、保護する。

- 同じ頃、イーサンはエヴリンの幻覚を見ており、彼女に語り掛けられる。イーサンは3年半前に最初にジャック・ベイカーと出会った際に既に死亡しており、今のイーサンは特異菌のカビを介して転生した存在だという。
- イーサンが幻覚から目覚めると、そこはデュークの馬車の中だった。デュークは倒れていたイーサンを助け、ミランダのいる祭祀場に向かっている最中だった。
- 祭祀場に着くと、そこでは今まさにミランダが儀式を行っており、ローズをエヴァとして蘇らせていた。
- イーサンはミランダと対峙するが、儀式を邪魔されたミランダは、ローズを渡すまいと怪物と化してイーサンに襲い掛かる。ミランダを倒し、ローズを救出することに成功する。
- ミランダが死んだことで周りの特異菌が崩壊していくが、特異菌でできたイーサンの体も限界を迎え崩壊し始める。
- イーサンはクリスにローズと一緒に村を脱出するように言い、自分を犠牲にして菌根に仕掛けられた爆弾を爆発させ、菌根と自分、そして村を破壊する。
- クリスはヘリの中で、ミアにイーサンの死と、彼を救えなかった無念を伝える。イーサンを失ったミアの悲しみをよそに、クリスは部下から、村に送り込まれたBSAAの兵士たちがB.O.W.であることを知らされる。その答えを求めて、クリスは部隊にBSAAのヨーロッパ本部への移動を命じる。

- それから時が経ち、成長したローズマリーはイーサンの墓参りをした後、組織の任務に呼び出される。

※『バイオハザード　ヴィレッジ　本編』